# Pena-roges
El Pena-roges és una muntanya de 251 metres que es troba al municipi de Tivissa, a la comarca catalana de la Ribera d'Ebre.